# Cosenza Calcio 2002-2003
Questa pagina raccoglie le informazioni riguardanti il Cosenza Calcio nelle competizioni ufficiali della stagione 2002-2003.
Per questo campionato di serie B gli abbonati sono stati 927 mentre la media spettatori di 3.128.

## Stagione
Nella stagione 2002-2003 il Cosenza disputa il campionato di Serie B, raccoglie 36 punti con il penultimo posto in classifica, gravato da enormi problemi finanziari, non ha potuto evitare al termine della stagione il fallimento societario, che lo farà ripartire dalle serie inferiori, dopo 15 anni in Serie B. Ritornerà tra i professionisti nella stagione 2008-2009. In questa stagione il Cosenza ha visto alternarsi diversi tecnici alla propria guida, il torneo era iniziato e poi è finito con Antonio Sala, l'interregno con Emiliano Mondonico e Walter Salvioni, senza ottenere i risultati sperati. Autore di 8 reti il miglior realizzatore cosentino è stato Stefano Guidoni. In Coppa Italia il Cosenza disputa il girone 7 di qualificazione, che ha promosso il Bari, vincendo solo (1-3) al Cibali contro il Catania. Di fatto il Cosenza risulterà l'unica che lascia la serie cadetta, stante il fallimento, perché grazie all'allargamento dei ranghi, Salernitana, Genoa e Catania verranno riammesse in Serie B, nonostante la retrocessione sul campo, in luogo del Cosenza invece verrà riammessa la Fiorentina.

## Rosa
| N. |                      | Ruolo | Calciatore            |
| -- | -------------------- | ----- | --------------------- |
| 1  | Italia (bandiera)    | P     | Francesco Ripa        |
| 3  | Italia (bandiera)    | D     | Stefano De Angelis    |
| 38 | Italia (bandiera)    | C     | Manlio Cimino         |
| 5  | Italia (bandiera)    | C     | Stefano Botteghi      |
| 5  | Italia (bandiera)    | D     | Maurizio Lanzaro      |
| 6  | Italia (bandiera)    | C     | Davide Tedoldi        |
| 7  | Italia (bandiera)    | C     | Michele Baldi         |
| 8  | Ghana (bandiera)     | C     | Mark Edusei           |
| 9  | Italia (bandiera)    | A     | Riccardo Zampagna     |
| 9  | Italia (bandiera)    | A     | Stefano Guidoni       |
| 10 | Italia (bandiera)    | A     | Gianluigi Lentini     |
| 11 | Italia (bandiera)    | C     | Luigi Consonni        |
| 11 | Italia (bandiera)    | C     | Giacomo Tedesco       |
| 13 | Italia (bandiera)    | D     | Joseph Dayo Oshadogan |
| 14 | Italia (bandiera)    | D     | Nicola Carlo Pagani   |
| 16 | Italia (bandiera)    | C     | Andrea Luciani        |
| 17 | Italia (bandiera)    | D     | Aniello Parisi        |
| 18 | Brasile (bandiera)   | D     | Marco Aurélio         |
| 19 | Italia (bandiera)    | C     | Stefano Casale        |
| 20 | Italia (bandiera)    | P     | Federico Agliardi     |
| 21 | Italia (bandiera)    | A     | Paolo Zirafa          |
| 22 | Argentina (bandiera) | C     | Raúl Alberto González |
| 23 | Italia (bandiera)    | D     | Rocco Sabato          |
| 25 | Italia (bandiera)    | D     | Manuel Parla          |

| N. |                           | Ruolo | Calciatore                |
| -- | ------------------------- | ----- | ------------------------- |
| 25 | Italia (bandiera)         | A     | Giuseppe Perrone          |
| 25 | Italia (bandiera)         | D     | Emanuele Brioschi         |
| 26 | Cecoslovacchia (bandiera) | P     | Pavel Srníček             |
| 27 | Italia (bandiera)         | C     | Maurizio Bedin            |
| 28 | Italia (bandiera)         | D     | Giovanni Paschetta        |
| 30 | Italia (bandiera)         | D     | Cristiano Pavone          |
| 32 | Italia (bandiera)         | A     | Francesco Piemontese      |
| 37 | Italia (bandiera)         | A     | Emanuele Catania          |
| 52 | Italia (bandiera)         | A     | Fabio Alteri              |
| 75 | Italia (bandiera)         | C     | Luca Amoruso              |
| 77 | Italia (bandiera)         | A     | Igor Zaniolo              |
| 77 | Lituania (bandiera)       | D     | Marius Stankevičius       |
| 78 | Italia (bandiera)         | C     | Filippo Antonelli Agomeri |
| 79 | Italia (bandiera)         | D     | Silvio Vertullo           |
| 81 | Italia (bandiera)         | C     | Alfredo Cardinale         |
| 82 | Italia (bandiera)         | P     | Alessandro Occhiuzzi      |
| 83 | Italia (bandiera)         | C     | Pasquale Rocca            |
| 88 | Italia (bandiera)         | C     | Vincenzo Catalano         |
| 90 | Italia (bandiera)         | A     | Paolo Gallo               |
| 91 | Italia (bandiera)         | D     | Silvio Spinelli           |
| 92 | Italia (bandiera)         | D     | Andrea Pippa              |
| 93 | Italia (bandiera)         | A     | Francesco Butrico         |
| 94 | Italia (bandiera)         | D     | Vincenzo Cicchelli        |

La FIGC sciolse la squadra a fine stagione.

## Risultati

### Campionato

#### Girone di andata
| Arbitro: | Castellani (Verona) |

|            |           |                               |
| Edusei 87’ | Marcatori | 5’ Morrone 79’ (rig.) Maniero |

| Arbitro: | De Marco (Chiavari) |

|                |           |  |
| Abbruscato 51’ | Marcatori |  |

| Arbitro: | Morganti (Ascoli Piceno) |

|                              |           |                     |
| Casale 45’ (rig.) Alteri 48’ | Marcatori | 9’ (aut.) Oshadogan |

| Arbitro: | De Marco (Chiavari) |

|             |           |                 |
| Vidigal 15’ | Marcatori | 11’, 44’ Casale |

| Arbitro: | Morganti (Ascoli Piceno) |

|                  |           |            |
| Bazzani 54’, 58’ | Marcatori | 90’ Alteri |

| Arbitro: | Dondarini (Finale Emilia) |

|  |           |                        |
|  | Marcatori | 22’ Valdes 69’ Cordova |

| Arbitro: | Racalbuto (Gallarate) |

|                  |           |  |
| Fava Passaro 13’ | Marcatori |  |

| Arbitro: | Treossi (Forlì) |

|               |           |  |
| Oshadogan 59’ | Marcatori |  |

| Cosenza 26 ottobre 2002 9ª giornata | Cosenza            | 0 – 0 | Siena | Stadio San Vito\| Arbitro: \| Ayroldi (Molfetta) \| |
| Arbitro:                            | Ayroldi (Molfetta) |       |       |                                                     |

| Arbitro: | Pieri (Genova) |

|                  |           |  |
| Borgobello 45+1’ | Marcatori |  |

| Arbitro: | Trefoloni (Siena) |

|            |           |                   |
| Guidoni 9’ | Marcatori | 90+5’ M. Esposito |

| Arbitro: | Pellegrino (Barcellona Pozzo di Gotto) |

|            |           |  |
| Tarana 76’ | Marcatori |  |

| Arbitro: | Palanca (Roma) |

|              |           |                         |
| Alteri 90+1’ | Marcatori | 16’ Amerini 45+2’ Poggi |

| Arbitro: | Cassarà (Palermo) |

|  |           |                  |
|  | Marcatori | 26’, 59’ Guidoni |

| Arbitro: | De Santis (Tivoli) |

|                              |           |                                   |
| Guidoni 12’, 89’ Lentini 38’ | Marcatori | 14’, 45+1’ Zampagna 41’ Portanova |

| Arbitro: | Cruciani (Pesaro) |

|                              |           |                        |
| Negri 24’, 43’, 89’ Doga 68’ | Marcatori | 41’ Alteri 71’ Perrone |

| Cosenza 22 dicembre 2002 17ª giornata | Cosenza           | 0 – 0 | Salernitana | Stadio San Vito\| Arbitro: \| Bergonzi (Genova) \| |
| Arbitro:                              | Bergonzi (Genova) |       |             |                                                    |

| Lecce 13 gennaio 2003 18ª giornata | Lecce             | 0 – 0 | Cosenza | Stadio Via del Mare\| Arbitro: \| Rizzoli (Bologna) \| |
| Arbitro:                           | Rizzoli (Bologna) |       |         |                                                        |

| Arbitro: | Cruciani (Pesaro) |

|                         |           |                 |
| Guidoni 13’, 57’ (rig.) | Marcatori | 90+1’ Niculescu |

#### Girone di ritorno
| Arbitro: | Trefoloni (Siena) |

|                      |           |  |
| Di Napoli 36’ (rig.) | Marcatori |  |

| Arbitro: | Gabriele (Frosinone) |

|  |           |                |
|  | Marcatori | 60’ Abbruscato |

| Arbitro: | Cannella (Palermo) |

|                                       |           |  |
| Jeda 79’ Schwoch 84’ Bernardini 90+4’ | Marcatori |  |

| Arbitro: | Trentalange (Torino) |

|            |           |  |
| Edusei 31’ | Marcatori |  |

| Arbitro: | Girardi (San Donà di Piave) |

|               |           |                                  |
| Antonelli 10’ | Marcatori | 55’ Flachi 62’ Bazzani 66’ Volpi |

| Arbitro: | Preschern (Mestre) |

|             |           |  |
| Neqrouz 45’ | Marcatori |  |

| Arbitro: | Nucini (Bergamo) |

|               |           |  |
| Oshadogan 30’ | Marcatori |  |

| Arbitro: | Trentalange (Torino) |

|                                |           |  |
| Bonfiglio 27’ Brienza 48’, 68’ | Marcatori |  |

| Arbitro: | Rizzoli (Bologna) |

|            |           |  |
| Taddei 27’ | Marcatori |  |

| Arbitro: | Castellani (Verona) |

|  |           |                                         |
|  | Marcatori | 3’ E. Brevi 83’ Borgobello 90+1’ Nicola |

| Arbitro: | Cannella (Palermo) |

|                                     |           |  |
| Suazo 34’ M. Esposito 71’ Loria 79’ | Marcatori |  |

| Cosenza 19 aprile 2003 31ª giornata | Cosenza            | 0 – 0 | Ancona | Stadio San Vito\| Arbitro: \| Ayroldi (Molfetta) \| |
| Arbitro:                            | Ayroldi (Molfetta) |       |        |                                                     |

| Arbitro: | Nucini (Bergamo) |

|  |           |                                |
|  | Marcatori | 37’ Oshadogan 57’ Gia. Tedesco |

| Arbitro: | De Marco (Chiavari) |

|                                     |           |           |
| Alteri 1’ Antonelli 35’ Lentini 48’ | Marcatori | 63’ Taldo |

| Arbitro: | Racalbuto (Gallarate) |

|             |           |  |
| Coppola 16’ | Marcatori |  |

| Arbitro: | Cruciani (Pesaro) |

|  |           |                           |
|  | Marcatori | 40’ Bortolazzi 59’ Protti |

| Arbitro: | Preschern (Mestre) |

|                    |           |                         |
| Maschio 38’ (rig.) | Marcatori | 11’ Lentini 14’ Guidoni |

| Arbitro: | Gabriele (Frosinone) |

|             |           |                 |
| Lentini 23’ | Marcatori | 7’, 47’ Vucinic |

| Arbitro: | Nucini (Bergamo) |

|                                   |           |  |
| Basso 10’ Boisfer 86’ Rinaldi 90’ | Marcatori |  |

### Coppa Italia
| Arbitro: | Dattilo (Locri) |

|  |           |                    |
|  | Marcatori | 84’ (rig.) Spinesi |

| Crotone 25 agosto 2002, ore 20:30 2ª giornata | Crotone         | 0 – 0 | Cosenza | Stadio Ezio Scida\| Arbitro: \| Dattilo (Locri) \| |
| Arbitro:                                      | Dattilo (Locri) |       |         |                                                    |

| Arbitro: | Cassarà (Palermo) |

|           |           |                                            |
| Bucchi 5’ | Marcatori | 3’ Zampagna 6’ Antonelli 60’ Marco Aurélio |